# Hochwaldhütte
Die Hochwaldhütte ist eine Schutzhütte der Sektion Deggendorf des Deutschen Alpenvereins (DAV). Sie liegt im Bayerischen Wald in Deutschland. Es handelt sich um eine Selbstversorgerhütte ohne Bewirtschaftung.

## Geschichte
Die Sektion Deggendorf wurde am 8. März 1900 in Deggendorf als eine Sektion des Deutschen und Österreichischen Alpenvereins (DuOeAV) gegründet. Die Sektion Deggendorf pachtete im November 1960 von der Forstverwaltung in Oberfrohnreut ein Holzfällerhaus. Das heruntergewirtschaftete Haus musste renoviert werden. Mitglieder halfen über Jahre das Haus wieder instand zu setzen, damit es den heutigen Anforderungen gerecht wird. Aus dem alten Bauernhaus wurde eine schmucke Berghütte für Mitglieder und deren Freunde geschaffen. Der zum Forstarbeiterhaus gehörige Backofen wurde 1963 zur Hochwaldkapelle umgebaut. Ein alljährlicher Berggottesdienst gehört zum festen Sektionsprogramm. Am 12. Dezember 1996 wurde die Sektion Eigentümer der Hochwaldhütte. Im gleichen Jahr musste das komplette Dach saniert werden.

## Lage
Die Hochwaldhütte liegt auf einer Höhe von 910 m ü. NHN auf der Rusel im Bayerischen Wald, bei Greising, einem Ortsteil von Deggendorf.

## Zustieg
- Im Winter Parkplatz an der Wegmacherkurve, Gehzeit 45 min.
- Im Sommer Parkplatz in Oberfrohnreut, Gehzeit 15 min.[3]

## Tourenmöglichkeiten
- Böhmweg, Mehrtagestour, 47,5 km, 18,5 Std.
- Deggendorfer Hausberge, 13,3 km, 3,5 Std.[4]

## Gipfel
- Breitenauriegel und Geißkopf, 13,1 km, 4 Std.
- Goldsteig S17, S18 von Wühnried zum Ruselabsatz, beinhaltet: Einödriegel (1121 m), Geißkopf (1097 m), Breitenauriegel (1114 m) und Dreitannenriegel (1092 m), 19,9 km, 5,45 Std.[5]

## Karten
- Fritsch Wanderkarten, Bischofsmais – Deggendorf – Schaufling – Grafling: Wanderkarte (Fritsch Wanderkarten 1:35.000) Landkarte – Gefaltete Karte, ISBN 978-3861161349